# Megachile gordoni
Megachile gordoni är en biart som beskrevs av Cockerell 1937. Megachile gordoni ingår i släktet tapetserarbin, och familjen buksamlarbin. Inga underarter finns listade i Catalogue of Life.